# Ladder 49
Ladder 49 is een Amerikaanse drama- en actiefilm over de brandweer uit 2004 van Jay Russell. De hoofdrollen zijn voor Joaquin Phoenix, John Travolta en Jacinda Barrett.

## Verhaal
De film vertelt de carrière van Jack Morrison (Joaquin Phoenix) uit Baltimore die van een groentje uitgroeit tot doorgewinterde brandweerman. Onder leiding van Mike Kennedy (John Travolta) vormen de brandweermannen van "Ladder 49" een bekwaam en professioneel korps dat zich iedere dag wijdt aan het redden van andermans leven. Jacks gevaarlijke en veeleisende baan vergt veel energie en gaat vaak ten koste van zijn vrouw en kinderen. In moeilijke momenten kan hij steeds terugvallen op kapitein Kennedy en de andere mannen van de brandweerkazerne.
Wanneer Jack tijdens een zware klus wordt ingesloten door de vlammenzee, wordt hem duidelijk waar het in het leven echt om draait: familie, waardigheid en moed. Terwijl zijn collega's van Ladder 49 alles doen om hem te redden, hangt Jacks leven aan een zijden draadje...

## Rolverdeling
| Acteur          | Personage              |
| --------------- | ---------------------- |
| Hoofdrollen     |                        |
| Joaquin Phoenix | Jack Morrison          |
| John Travolta   | Kapitein Mike Kennedy  |
| Jacinda Barrett | Linda Morrison         |
| Morris Chestnut | Tommy Drake            |
| Robert Patrick  | Lenny Richter          |
| Bijrollen       |                        |
| Billy Burke     | Dennis Gauquin         |
| Balthazar Getty | Ray Gauquin            |
| Tim Guinee      | Kapitein Tony Corrigan |
| Kevin Chapman   | Frank Mckinny          |
| Jay Hernandez   | Keith Perez            |
| Kevin Daniels   | Don Miller             |
| Steve Maye      | Pete Lamb              |
| Robert Lewis    | Ed Reilly              |

## Achtergrond
- De film zou oorspronkelijk in New York worden opgenomen, maar na de aanslagen op 11 september 2001 werd de filmlocatie verplaatst naar Baltimore.